# 豆突眼長蝽
豆突眼長蝽（学名：Chauliops fallax）为突眼長蝽科眼長蝽屬下的一个种。